# Agrotis transfixa
Agrotis transfixa là một loài bướm đêm trong họ Noctuidae.